# Кетрін Ндереба
Кетрін Ндереба (англ. Catherine Ndereba; нар. 21 липня 1972) — кенійська легкоатлетка, олімпійська медалістка.

## Виступи на Олімпіадах
| Олімпіада  | Дисципліна       | Місце |
| ---------- | ---------------- | ----- |
| Афіни 2004 | марафонський біг | 2     |
| Пекін 2008 | марафонський біг | 2     |